# Luchenza
Luchenza ist eine Stadt mit 12.600 Einwohnern (Volkszählung 2018) im Süden Malawis. Sie liegt im flachen Grasland zwischen Shire-Hochland und Mulanje-Massiv im Thyolo-Distrikt. Durch sie führen die Straße Thyolo–Mulanje und die Strecke der malawischen Eisenbahn Beira–Blantyre. In der Stadt finden sich Geschäfte, Schneider, Holzbearbeitung, Schmiede und Glaser. Die Häuser sind teilweise aus solidem Beton. Von hier aus werden Tee von Thyolo und Holz von Mulanje nach Blantyre transportiert. Das Grasland selbst, das 100 Kilometer nach Norden bis zum Chilwa-See reicht und diesen als riesiges Sumpfgebiet umgibt, ist dünn besiedelt, weil es im Regenschatten von hohen Bergen liegt und von diesen her bewässert wird.
Luchenza hat Grund- und Sekundarschulen sowie ein Krankenhaus.